# Myroconger
Мироконгер (Myroconger) — єдиний рід морських вугроподібних риб родини Мироконгерових (Myrocongridae).
Містить 6 видів:
- Myroconger compressus  Günther, 1870
- Myroconger gracilis  Castle, 1991
- Myroconger nigrodentatus  Castle & Béarez, 1995
- Myroconger pietschi  Espíndola, Caires, Tighe, de Pinna & Melo, 2021
- Myroconger prolixus  Castle & Béarez, 1995
- Myroconger seychellensis  Karmovskaya, 2006

Представники роду зустрічаються в Тихому, Атлантичному та Індійському океанах.
Тіло сильно стиснуте з боків, зяброві отвори маленькі, грудні плавці присутні, бічна лінія неповна.